# Хулубоая
Хулубоая (рум. Huluboaia) — село в Кагульском районе Молдавии. Относится к сёлам, не образующим коммуну.

## География
Село расположено на высоте 164 метров над уровнем моря. В 1,9 км к западу от северной окраины села из дождевого источника берёт своё начало река Лучешть (правый приток реки Большая Салчия), которая протекает недалеко от села с севера на юг. Также, через населённый пункт по направлению с севера на юг протекает река Большая Салчия (правый приток реки Ялпуг).

## История
Село было основано в 1880-е годы чешскими переселенцами с Украины. Позже сюда переселились еще 153 человека из Бессарабии и село получило название Новоград (Novohrad).
В 1912 году было переименовано в Голубое. В 1934 году была открыта школа, где преподавался чешский язык. Позже село стало центром чешской громады Молдовы. В 2004 году его побратимом стало чешское село Новоград.

## Население
По данным переписи населения 2004 года, в селе Хулубоая проживает 1011 человек (494 мужчины, 517 женщин).
Этнический состав села:
| Национальность | Число жителей | Процентный состав |
| -------------- | ------------- | ----------------- |
| молдаване      | 468           | 46.29             |
| украинцы       | 262           | 25.91             |
| русские        | 79            | 7.81              |
| болгары        | 56            | 5.54              |
| гагаузы        | 16            | 1.58              |
| румыны         | 2             | 0.2               |
| прочие         | 128           | 12.66             |
| Всего          | 1011          | 100 %             |